# プラグマティズムの格率
プラグマティズムの格率（プラグマティズムのかくりつ、英: maxim of pragmatism）はチャールズ・サンダース・パースが定式化した論理学の格率で、プラグマティックな格率（pragmatic maxim）ないしはプラグマティシズムの格率（maxim of pragmaticism）として知られてもいる。この格率は、論理学という規範学において規範的勧告あるいは統制的原理の役割を果たし、思考という行為がそれの目的を達成するように導く働きをし、「理解の明確さを獲得する」という最善の仕方でわれわれに勧告をする。